# Драгољуб Денда
Драгољуб Денда (Сечањ, 19. април 1955) је српски позоришни глумац.

## Биографија
Рођен је 19. априла 1955. године у Сeчњу. Са три године се преселио са родитељима у Билећу, у Херцеговину, где је завршио основну школу и гимназију. Глумом је почео да се бави рано у оквиру различитих представа драмске секције у школи.
Две велике страсти су му биле позориште и кошарка, а узори су му били Никoлa Плeћaш и Раде Шeрбeџија. По доласку у Београд испуниле су му се обе жеље, примљен је и на ФДУ и почео је да тренира кошарку у КК Раднички ФОБ. Глума је превагнула.
Факултет драмских уметности Универзитета уметности у Београду уписао је 1974. године у класи професора Миње Дедића. Класу је делио са Горданом Гаџић, Владом Керошевићем, Соњом Кнежевић, Браниславом Лечићем, Даницом Максимовић, Лидијом Плетл, Енвером Петровцијем и Даром Џокић.
Још током студија сарађивао је са Позориштем „Двориште”, у Капетан Мишином здању, које су у то време посвећено водили редитељи Петар Зец и Мирјана Ојданић. У позоришту Двориште играо је у представама: Сан летње ноћи (Шекспир, режија М. Ојданић и П. Зец), Калигула (Ками, режија М. Ојданић), Дон Жуан (Молијер, режија П. Зец), Два витеза из Вероне (Шекспир, режија М. Ојданић) и Гробље аутомобила (Арабал, режија М. Ојданић).
Прву филмску улогу добио је у филму „Национална класа” играјући једног од возача.
Дипломирао је 1978, а следеће године добио је стални ангажман у позоришту Бошко Буха. Првак драме од 1989. године, Денда је у матичном театру одиграо скоро 4000 представа и освојио две награде Гита Предић Нушић за најбоље глумачко остварење.

## Улоге

### ПозориштеБошко Буха

#### 1980—1990
| Представа                                            | Редитељ               | Улога                                               |
| ---------------------------------------------------- | --------------------- | --------------------------------------------------- |
| Долина сунцокрета, Добрица Ерић                      | Миодраг Гајић         | Доле                                                |
| Хакимове приче, Н. Авила / Мирослав Беловић          | Мирослав Беловић      | Хаким                                               |
| Три чаробна пса, по Андресену                        | Србољуб Станковић     | Пјетро                                              |
| Видимо се на ћошку, Петар Васић                      | Зоран Ратковић        | Маки Топузовић                                      |
| Пинокио, Карло Колоди, Мира Сантини (адаптација)     | Паоло Мађели          | Зец Смрти; Учитељ; Полицајац човек; Луткар Ватродер |
| Немушти језик                                        | Петар Зец             | Гашо                                                |
| Источно од Карабурме                                 | Зоран Ратковић        | Драгослав Гаги Коларевић                            |
| Серенада, Славомир Мрожек                            | Петар Зец             | Петао                                               |
| Све је добро што се добро сврши, Вилијам Шекспир     | Дејан Мијач           | Француски племић                                    |
| Дивљи лабудови, по Андерсену                         | Мира Ерцег            | Ланселот                                            |
| Време је да откријете Момо, Михаел Енде              | Никола Јевтић         | Вођа Сивих                                          |
| Бан страх, Владимир Ђурић                            | Александар Гавриловић | Црни комесар                                        |
| Бајка о вуку и Србима, Млован Витезовић              | Милан Караџић         | Алибег                                              |
| Сумњиво Лице, Бранислав Нушић                        | Милан Караџић         | Жика                                                |
| Виђење Исуса Христа у касарни В. П. 2507, Иво Брешан | Милан Караџић         | Суљо Хараклија                                      |
| Змај, Евгениј Шварц                                  | Ненад Бојић           | Хенрих                                              |
| Мали Радојица и Краљевић Марко, Стеван Копривица     | Милан Караџић         | Скотов                                              |
| Вадисрце, Борис Вијан                                | Дијана Милошевић      | Ковач и продавац стараца                            |
| Ау што је школа згодна, Љубивоје Ршумовић            | Милан Караџић         | Ученик Драгољуб                                     |
| Успавана лепотица, Љубивоје Ршумовић (адаптација)    | Милан Караџић         | Краљ Амброзије                                      |
| Ма шта ми рече, Љубивоје Ршумовић                    | Мирјана Ојданић       | Татица                                              |

#### 1991—2000
| Представа                                           | Редитељ          | Улога             |
| --------------------------------------------------- | ---------------- | ----------------- |
| Сан летње ноћи, Вилијам Шекспир                     | Јагош Марковић   | Егеј              |
| Ждралово перје, Адаптација Мирослав Беловић         | Мирослав Беловић | Трговац Гонта     |
| Принц Растко монах Сава, Милован Витезовић          | Милан Караџић    | Челник Војин      |
| Пут око света, Бранислав Нушић                      | Дејан Мијач      | Земличка          |
| Василиса прекрасна, Миодраг Станисављевић           | Милан Караџић    | Цар               |
| Алиса у земљи чуда, Луис Керол, адаптација В. Ђурић | Алиса Стојановић | Додо              |
| Мачор у чизмама, Игор Бојовић                       | Милан Караџић    | Генерал Ле Бре    |
| Царев заточник, Миодраг Станисављевић               | Милан Караџић    | Цар Птрптрптислав |
| Оливер Твист, Чарлс Дикес                           | Небојша Брадић   | Бамбл             |
| Три Мускетара, А. Дима / Стеван Копривица           | Милан Караџић    | Превил            |

#### 2001—2010
| Представа                                              | Редитељ            | Улога            |
| ------------------------------------------------------ | ------------------ | ---------------- |
| Шаргор, Игор Бојовић                                   | Милан Караџић      | Мирчета          |
| Лепотица и звер, Стеван Копривица (адаптација)         | Милан Караџић      | Кристофер Белмон |
| Хобит, Џ. Р. Р. Толкин, драматизација Кокан Младеновић | Кокан Младеновић   | Торин Храстоштит |
| На слово на слово, Душко Радовић                       | Алиса Стојановић   | Остоја           |
| Побуна лутака, Клавдија Лукашевић                      | Марица Вулетић     | Патуљак Буца     |
| Снежана и седам патуљака, Љубивоје Ршумовић            | Милан Караџић      | Бунар жеља       |
| Укроћена горопад, Вилијам Шекспир                      | Милан Караџић      | Гремио           |
| Отело, Вилијам Шекспир                                 | Јован Грујић       | Дужд             |
| Мандрагола, Николо Макијавели                          | Сташа Копривица    | Месер Нича       |
| Аладинова чаробна лампа, Н. С. Греј                    | Милан Караџић      | Калиф            |
| Плава птица, Морис Метерлинк                           | Никита Миливојевић | Хлеб             |
| Принцеза и жабац, Игор Бојовић                         | Ива Милошевић      | Краљ сањар       |
| Барон на дрвету, Итало Калвино                         | Стефан Саблић      | Отац Арминио     |
| Дечко који обећава, Небојша Пајкић                     | Жанко Томић        | Јагош            |

#### 2011—
| Том Сојер и ђаоља посла, Милица Пилетић, по роману М. Твена | Јован Грујић             | Маф Потер                    |
| Госпођа Министарка, Бранислав Нушић                         | Татјана Мандић - Ригонат | Тетка Савка                  |
| Три чекића (о српу и да не говоримо), Деана Лесковар        | Јован Грујић             | Милесин отац                 |
| Флорентински шешир, Ежен Лабиш                              | Даријан Михајловић       | Пардиво, књиговођа код Кларе |

### ПозориштеАтеље 212
| Представа                                                     | Редитељ        | Улога           |
| ------------------------------------------------------------- | -------------- | --------------- |
| Заклети спасилац дављеника, Борислав Пекић                    | Ненад Илић     | Др. Авакумовић  |
| Живот и прикљученија војника Ивана Чонкина, Владимир војнович | Зоран Ратковић | Полицајац Сирих |
| Косанчићев венац 7, Слободан Селенић                          | Зоран Ратковић | Мијо Шљиво      |
| Не шетај се гола, Жорж Фејдо                                  | Зоран Ратковић | Виктор          |
| Човек, звер и врлина, Луиђи Пирандело                         | Душан Петровић | Капетан Перела  |
| Турнеја, Горан Марковић                                       | Милан Караџић  | Ђуро            |

### Београдско драмско позориште
Иштван Ерши: Саслушање, режија Бранислав Мићуновић, улога: Ћелија-Ћелија, апсанџија

### Отворено позориште
У сарадњи са Домом културе Студентски град, Денда је учествовао у више остварења Отвореног позоришта:
- Љубиша Јовановић: Обустава рада, режија Србољуб Божиновић
- Дарио Фо: Нећу да платим, режија Ненад Бојић
- А. П. Чехов: Просидба и свадба, режија Егон Савин

### Радио и телевизија
30-ак пројеката за драмски програм Радио Београда, као и учешће у емисијама О-је (Ошишани јеж).
Драгољуб Денда ће остати упамћен по улогама у ТВ серијама Вук Караџић, по сценарију Милована Витезовића и у режији Ђорђа Кадијевића (Штросмајер), Крај династије Обреновић, по сценарију Радомира Путника и у режији Саве Мрмка (Др. Сњегирев), Мјешовити брак, по сценарију Стевана Копривице и у режији Милана Караџића, Одлазак ратника, повратак маршала, по сценарију Синише Павића и у режији Саве Мрмка (Владо Велебит), по серијалу Митови и легенде Владете Јанковића...
Играо је и у филму Наслеђе у режији Милана Барловца (Гост у кафани).